# Procès des Six

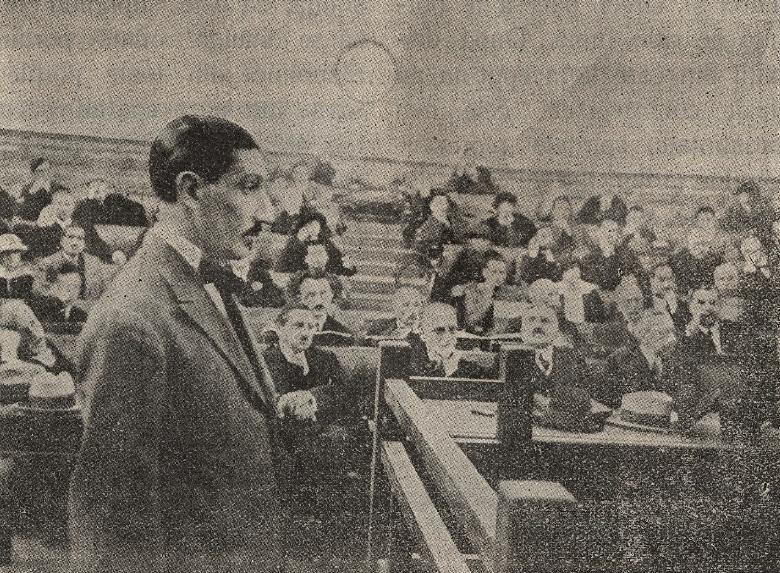
Déposition du colonel Passaris, ancien sous-chef de l'État-major, témoignant pour l'accusation.

Le procès des Six est un procès qui s'est déroulé en Grèce en octobre-novembre 1922, à l'issue de la guerre gréco-turque et de la « Grande Catastrophe » (), qui entraîna la perte de Smyrne et de l'Asie mineure.
Les anciens Premiers ministres Pétros Protopapadákis, Nikolaos Stratos et Dimítrios Goúnaris, les anciens ministres Geórgios Baltatzís et Nikólaos Theotókis et le général Geórgios Chatzianéstis, dernier commandant-en-chef de la campagne d'Asie Mineure, sont six des huit personnalités qui furent mises en cause. L'expression « procès des Six » a cependant prévalu du fait qu'il y eut six exécutions. Jugés par Alexandros Othonaios et Theodoros Pangalos, les six hommes sont considérés comme responsables de la défaite de la Grèce et sont condamnés à mort. Le Premier ministre du moment, Sotírios Krokidás, décide de démissionner deux jours avant la nouvelle de leur exécution. Celle-ci a lieu le 15 novembre 1922 (calendrier julien), malgré les interventions répétées de l'ambassadeur britannique Francis Lindley (en) en faveur des accusés.
Constantin Ier de Grèce, considéré lui aussi comme responsable de la défaite, abdique dès le 27 septembre et part en exil avec sa famille à Palerme, en Sicile, le 30 octobre 1922.

## Le contexte politique et économique

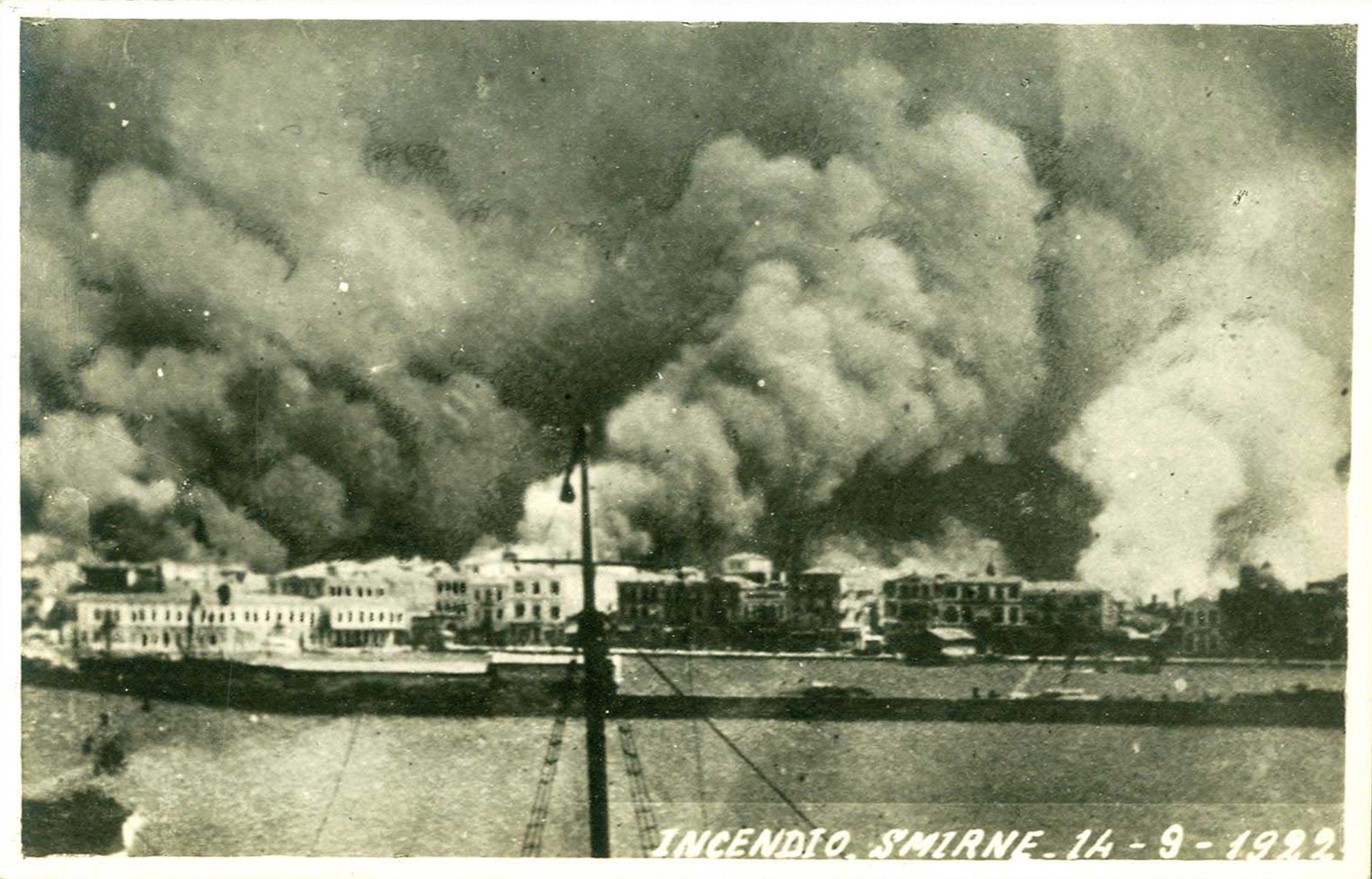
L'incendie de Smyrne, le 13 septembre 1922.

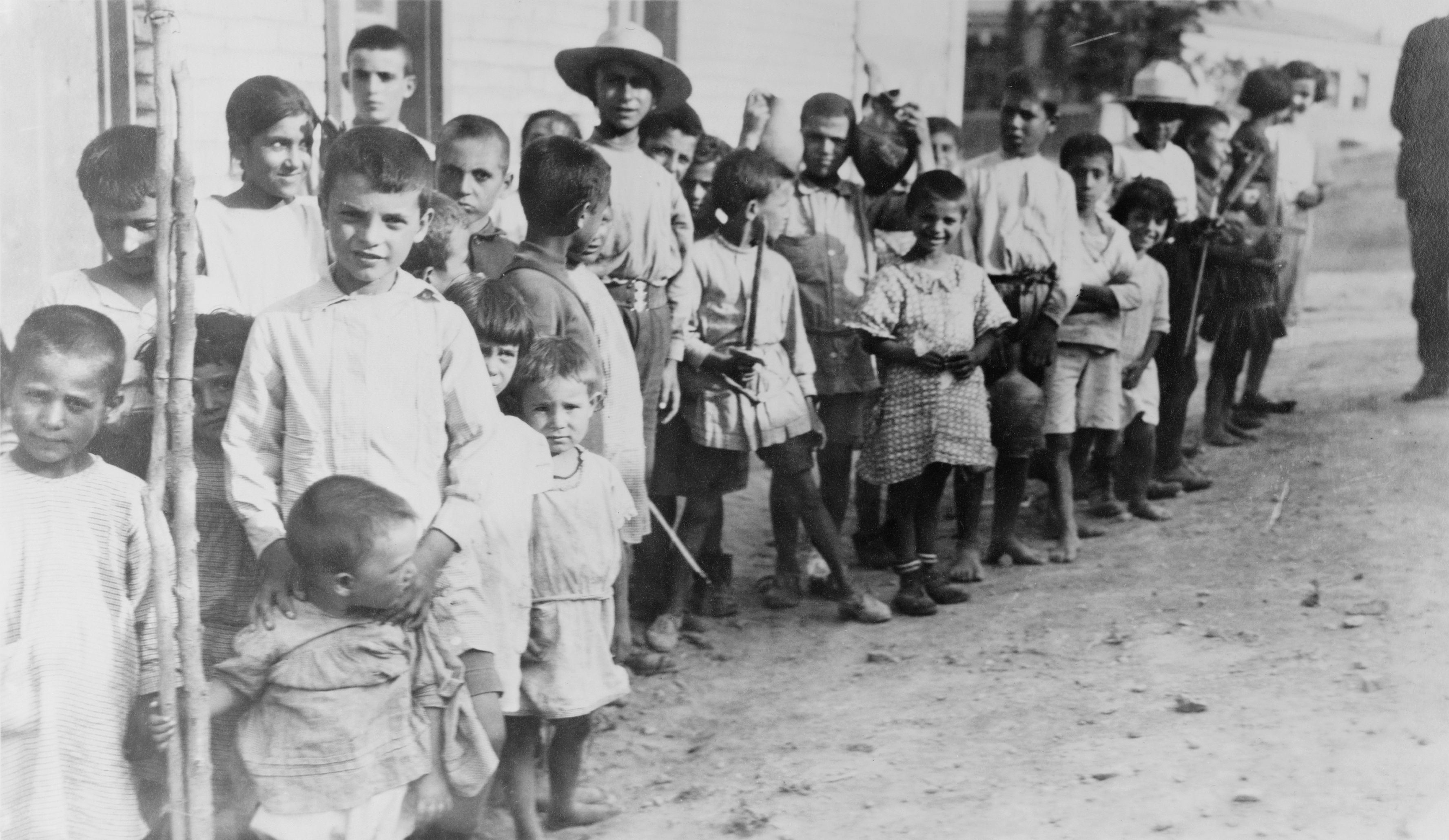
Enfants grecs et arméniens réfugiés à Athènes en 1923.

L'origine du procès des Six est à chercher d'abord dans le véritable chaos, dit la « Grande Catastrophe », qui naît en Grèce et en Asie Mineure à la fin de la guerre gréco-turque (1919-1922). En Asie Mineure, à l'issue de la défaite d'août-septembre 1922, l'armée grecque, battant en retraite, entraîne avec elle le déracinement de près d'un million et demi de Grecs tandis que les Turcs massacrent les populations chrétiennes et déportent les hommes âgés de 17 à 45 ans dans les bataillons de travail d'où la grande majorité d'entre eux ne sont jamais revenus. En Grèce même, la crise de régime et l'impasse politique et diplomatique où se trouve le gouvernement menacent de tout emporter. Dès la rupture de la ligne de défense grecque en Asie Mineure, le gouvernement de Protopapadakis chancelle ; il ne trouve d'autre réponse que dans l'instauration d'une censure plus stricte et l'interdiction de toute réunion politique. Il est contraint de démissionner. Le gouvernement de Triantaphyllákos qui lui succède le 10 septembre 1922 (28 août julien) n'arrive pas davantage à apaiser la colère et l'inquiétude de la population. Le roi Constantin Ier adresse un message à la nation ; c'est un appel à « l'unité et à l'obéissance » qui tombe à plat : le monarque a perdu toute autorité, même parmi ses partisans. Il tâche cependant de se maintenir au pouvoir en confiant à Ioánnis Metaxás une mission exploratoire secrète en vue de former un autre gouvernement ; la mission échoue à son tour. Le 11 septembre 1922, le ministre des armées décide la démobilisation des soldats à partir de la classe 1918, espérant ainsi apaiser les manifestations d'hostilité à l'égard du régime, mais en vain. La démobilisation, qui se fait dans le désordre le plus total, ainsi qu'en témoignera le ministre Nikolaos Stratos dans sa déposition devant le tribunal, ajoute à la confusion. L'État grec impuissant est en voie de décomposition. Chacun le constate à l'abandon dramatique où se trouvent les centaines de milliers de réfugiés qui s'entassent dans les camps ou les entrepôts du Pirée : faute de soins et de médicaments, et en raison de conditions sanitaires désastreuses, le typhus fait des ravages parmi les vieillards et les enfants. La carence de l'État se remarque aussi à l'insécurité qui règne dans les villes et les campagnes du fait de soldats armés appartenant à des unités d'Asie Mineure en déroute ou de déserteurs qui sèment le désordre. La situation économique enfin est difficile, en raison de la corruption, de la dilapidation des fonds publics et du blocus financier imposé par l'Entente qui refuse aux royalistes les emprunts consentis au gouvernement d'Elefthérios Venizélos.

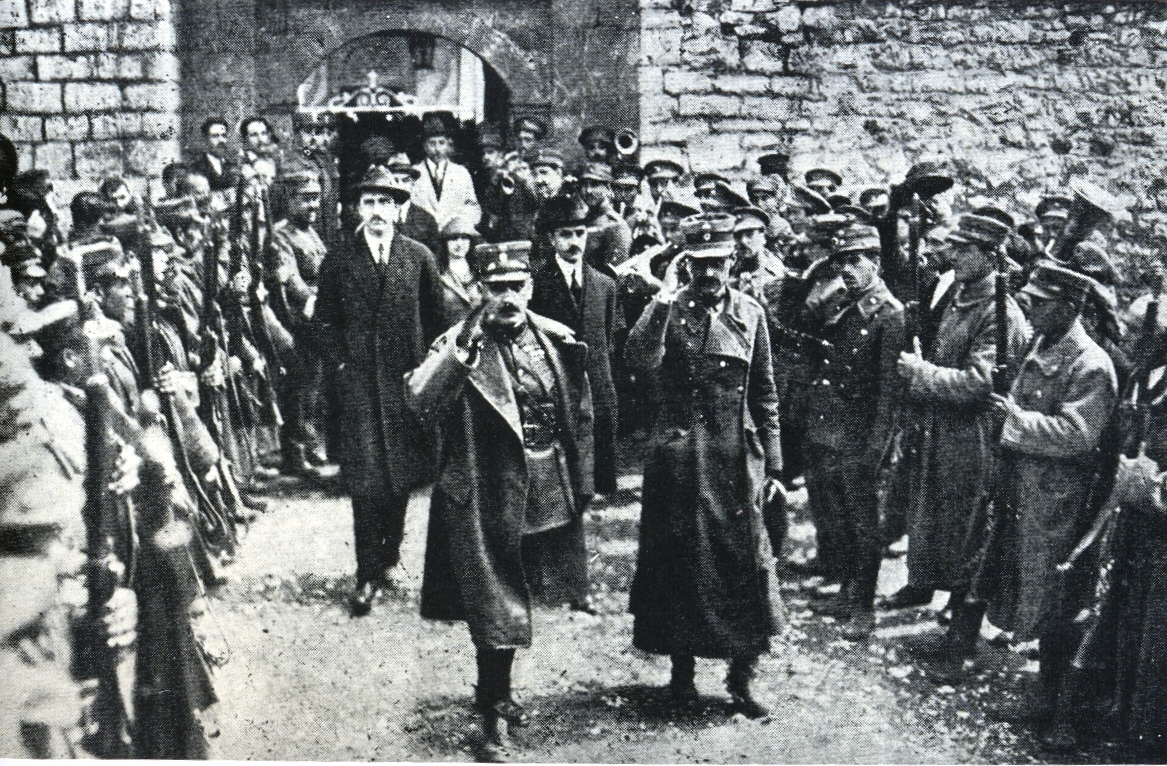
Les colonels Plastiras (à droite), Gonatas (au centre) et Georges Papandréou (au second plan à gauche) à Mousounitsa, lors du coup d'État du 11 septembre 1922.

Devant ce désastre sans précédent, le sentiment général prévaut que le pays a été conduit à la défaite par un État-major et des généraux incompétents, et par les hommes politiques des gouvernements royalistes qui ont opéré un renversement dans les alliances traditionnelles de la Grèce. Le sentiment d'avoir été trahi, qui domine chez la majorité des officiers de l'armée de terre et de la marine, entraîne chez eux la volonté de châtier les coupables. C'est avec cet état d'esprit que les colonels Nikólaos Plastíras, Stylianós Gonatás et Dimitrios Phokas (el) proclament la révolution à Chios, le 24 septembre 1922 (11 septembre julien), avec pour mot d'ordre : « Sauver la Grèce ». Le Comité révolutionnaire annonce « sa volonté inébranlable de mettre un terme à la catastrophe qui menace l'existence même de l'État » et proclame « la révolution contre le roi et contre ceux qui dirigent l'État ». Deux jours plus tard le gouvernement Triantaphyllákos démissionne, puis c'est le roi Constantin Ier qui abdique.

## Arrestations et pressions en tous sens
À Athènes, un certain nombre d'officiers anti-royalistes en retraite, parmi lesquels Alexandros Othonaios, Alexandros Hadjikyriakos (en) et Konstantinos Manétas (en), avec à leur tête le général Theodoros Pangalos, constituent un « Comité révolutionnaire provisoire » ayant son siège dans les bureaux du journal La Tribune libre (Ελεύθερον Βήμα) (auj. To Víma) de Dimitrios Lambrakis (el).

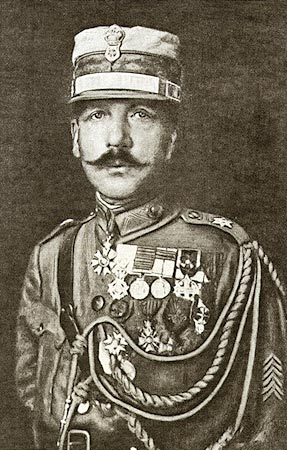
Le général Theodoros Pangalos.

De leur propre initiative, ils procèdent à plus de 500 arrestations ; parmi les personnalités royalistes arrêtées figurent des hommes politiques, soutiens du régime du roi Constantin Ier, comme Dimítrios Goúnaris, Nikolaos Stratos, Nikólaos Theotókis, Pétros Protopapadákis, Dousmanis et Konstantopoulos[Qui ?] ; sont également arrêtés des militaires et des journalistes, tandis que sont libérés les démocrates poursuivis par le régime monarchique. Theodoros Pangalos est le représentant des militaires les plus intransigeants, avec Alexandre Othonaios, Geórgios Kondýlis et Alexandre Hatzikyriakos. C'est la faction des durs : ils exigent que les responsables du désastre soient fusillés, et même au terme d'une procédure sommaire.
À l'opposé, la faction des modérés avec Plastiras en tête, est soucieuse de préserver la paix civile ; elle souhaite que les futurs inculpés comparaissent devant un tribunal ordinaire dans un procès leur garantissant les droits de la défense. Plastiras désavoue donc les initiatives de Pangalos ; il fait libérer les détenus, ne retenant en prison qu'une trentaine d'hommes politiques.
Des pressions en faveur de la catharsis (κάθαρσις) s'exercent alors sur le Comité exécutif de la révolution. La population d'Athènes (et l'armée dans sa grande majorité) exige la châtiment des responsables. C'est manifeste au cours du défilé du 28 septembre 1922 (15 septembre julien) où, de la foule, s'élève le cri « Mort aux traîtres ! ». Ce sentiment s'amplifie encore le 22 octobre 1922 (9 octobre julien) au cours du grand rassemblement auquel participent plus de 150 000 manifestants, à Athènes (la ville compte à cette époque environ 450 000 habitants). Plastiras y prononce un discours ponctué par les cris de la foule : « Maudits soient les coupables ! », « Des incapables ont trahi notre armée ! », « Mort aux coupables ! ». Dans cette allocution, Plastiras affiche sa volonté de ne pas céder aux pressions étrangères.
De fait, les diplomates français et anglais interviennent sans détour pour sauver la vie des détenus. Le chargé d'affaires britannique, Sir Francis Lindley, ainsi que l'ambassadeur de France, Henri Chassain de Marcilly, demandent, le 28 septembre, que les futurs inculpés soient jugés par un tribunal civil ; de nouvelles pressions s'exercent début novembre : le Premier ministre britannique Andrew Bonar Law et son ministre des Affaires étrangères Lord Curzon demandent à Athènes des garanties écrites qu'on ne portera pas atteinte à la vie des détenus. L'Angleterre, qui soutenait les maisons royales d'Europe, voulait empêcher la Grèce de passer d'un régime monarchique à la République : si l'on fusillait les ministres du roi, il était à prévoir que l'étape suivante serait l'abolition de la monarchie. Le jeu des grandes puissances consistait aussi à déstabiliser la révolution et Plastiras pour faire chuter le gouvernement civil de Sotírios Krokidás puis d'Aléxandros Zaïmis.

## La procédure d'inculpation

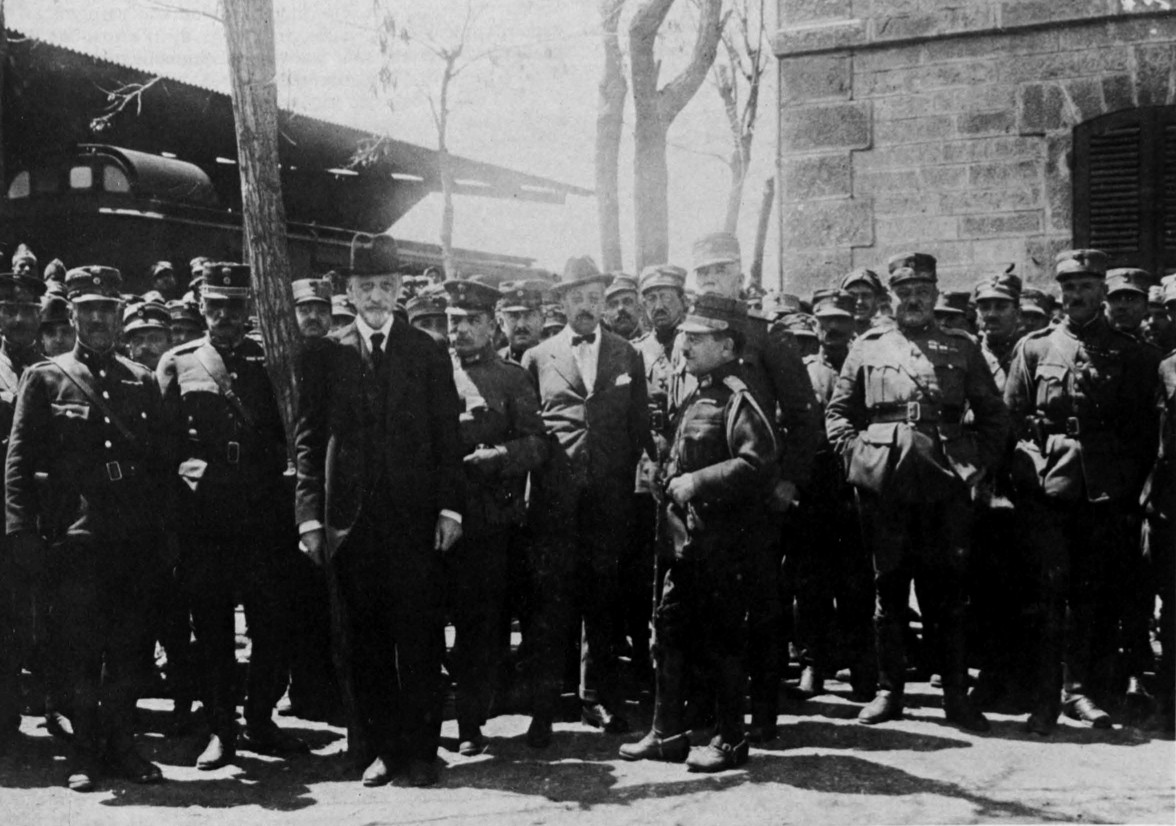
Dimítrios Goúnaris (Premier ministre), Nikólaos Theotókis (ministre de la Défense)et les généraux et Víktor Doúsmanis en Asie Mineure en juin 1921.

Il était initialement prévu qu'une nouvelle Assemblée nationale serait élue ; c'est elle qui aurait eu à décider du sort des hommes politiques royalistes emprisonnés. Mais les circonstances historiques et la pression de la rue autant que celle de la faction dure de l'armée ont bouleversé le calendrier et modifié la procédure prévue.
Le 5 octobre 1922 (22 septembre julien), à la conférence d'armistice de Mudanya, les Alliés exigent que la population grecque de Thrace orientale soit évacuée sous quinze jours, afin que ce territoire passe aux mains des Turcs. Malgré la vive résistance du général Alexandros Mazarakis-Ainian (en) et de Nikólaos Plastíras, la Grèce est contrainte de signer cet accord le 13 octobre suivant. Cela signifiait, pour ce pays vaincu, au bord du chaos, un nouveau flot de réfugiés de 250 000 personnes, venant s'ajouter à ceux d'Asie Mineure. Le Comité révolutionnaire publie donc, le 8 octobre, soit cinq jours avant la signature de ces accords, le communiqué suivant : « La révolution considère comme ennemis de la patrie, sans exception, tous les dirigeants du régime du roi Constantin, et un châtiment exemplaire doit leur être infligé ». Il s'agissait ainsi de désigner les véritables responsables de la perte de la Thrace orientale, et de les empêcher d'exploiter à leur profit les malheureux accords de Mudanya. Le 17 octobre, un nouveau communiqué, rédigé par Geórgios Papandréou, conseiller politique de Plastiras, annonce « la constitution d'une commission d'enquête, chargée de déterminer précisément les responsabilités du désastre, qu'il soit militaire ou non, et la peine à infliger ». Le 25 octobre 1922 (12 octobre julien), le général Theódoros Pángalos et Alexandros Othonaios sont nommés respectivement président de la Commission d'enquête et président du Tribunal militaire. Leurs assistants sont les colonels Ioannis Kalogeras et Christos Loufas. Plastiras leur donne l'assurance que la décision du Tribunal sera exécutée, quelle qu'elle soit.
L'enquête est achevée en deux semaines. Le 6 novembre 1922 (24 octobre julien), huit inculpés sont renvoyés devant le Tribunal militaire pour haute trahison. Il s'agit de :
1. Dimítrios Goúnaris, ancien Premier ministre
2. Pétros Protopapadákis, ancien Premier ministre et ministre de l'économie
3. Geórgios Baltatzís, ministre des affaires étrangères
4. Nikolaos Stratos, ancien Premier ministre et ministre de l'Intérieur
5. Nikólaos Theotókis, ministre des armées
6. Geórgios Chatzianéstis, commandant en chef de l'armée en Asie Mineure et en Thrace orientale
7. Xénophon Stratigos (en), général de brigade, ancien ministre
8. Michel Goudas (el), vice-amiral et ancien ministre

## L'acte d'accusation
Les huit inculpés sont accusés de « haute trahison » pour avoir, « par leurs décisions collectives, avec leurs collaborateurs aux ministères, du 1er novembre 1920 au 26 août 1922, soutenu volontairement, et avec préméditation, l'agression d'une armée étrangère, précisément de l'armée nationaliste turque, sur le territoire du Royaume, c'est-à-dire sur la région d'Asie Mineure occupée par la Grèce et qui lui avait été attribuée en vertu du traité de Sèvres, en livrant à l'ennemi des villes, des bastions, une grande partie de l'armée et un matériel de guerre de très grande valeur ».
Cette accusation de « haute trahison » est fondée sur les quinze motifs suivants :
- « Bien que connaissant l'avertissement donné dès le 20 novembre[N 5] par les grandes puissances, la France, l'Angleterre et l'Italie, annonçant de façon catégorique notre exclusion de l'alliance formée entre ces puissances, vous avez organisé un plébiscite pour le retour de l'ex-roi, exposant ainsi la Grèce, considérée dès lors comme complice de la politique hostile de Constantin, aux conséquences de l'avertissement mentionné ci-dessus […] ».
- « Alors que, par décision des Alliés en date du 13 janvier 1920, l'Épire du Nord avait été attribué à la Grèce, les frontières entre la Grèce et l'Italie étant fixées par l'accord Venizélos-Tittoni du 16 juillet 1919, et alors que le Dodécanèse, en vertu de cet accord, avait été cédé à la Grèce, vous n'avez pas pris les mesures nécessaires pour le rattachement de ces territoires à l'État grec, servant ainsi les intérêts d'une puissance étrangère ».
- « Vous n'avez pas tenu compte de l'avertissement, donné le 25 novembre 1920 par les puissances mentionnées ci-dessus, qu’un blocus financier[N 6] serait imposé à la Grèce en cas de retour du roi Constantin sur le trône de Grèce, privant ainsi notre Patrie de 33 millions de dollars, de 5 millions de livres anglaises et de 566 millions de francs, laissant la monnaie émise par la Banque nationale sans la garantie d'une réserve monétaire et le Trésor en dettes, […] et créant finalement la catastrophe économique de notre pays. Vous avez usé de tromperie en dissimulant cet avertissement au peuple grec, au moyen de communiqués gouvernementaux, d'une censure illégale et d'actions en justice arbitraires ».
- « À la tête des petites unités comme des grandes, vous avez placé des militaires inexpérimentés et incapables, vous avez écarté de l'armée des cadres compétents et expérimentés, et vous avez incorporé des déserteurs, portant ainsi préjudice à l'Armée et à la Patrie ».
- « Malgré les avertissements connus de tous, donnés par les Premiers ministres anglais et français, et adressés à M. Dimitrios Gounaris et à travers lui à tous les accusés, […] avertissements prévenant que la Grèce ne pourrait obtenir aucun soutien tant que le roi Constantin se trouverait sur le trône, vous n'avez pas demandé au roi d'abdiquer, et en cas de refus de sa part, vous n'avez pas démissionné, dissimulant toujours la vérité au peuple grec […] ».
- « Les opérations militaires de mars 1921 en direction d'Ankara ont été décidées depuis Londres, avant que la mobilisation n'ait été achevée, provoquant la première défaite de l'armée grecque avec des conséquences importantes sur la situation générale qui s'en est suivie ».
- « Contre l'avis du général en chef de l'Armée qui n'a pas approuvé la poursuite de la campagne en direction d'Ankara, après l'occupation de Dorylaion[N 7], vous-mêmes et l'ex-roi avez pris la décision de mener cette campagne, ce qui a eu pour conséquence d'ébranler le moral des troupes, et de leur faire perdre tout espoir sérieux de lancer une offensive militaire contre l'adversaire ».
- « Vous avez transféré le commandement général de l'armée à cet ex-roi irresponsable ».
- « À votre instigation, ont été votées à l'Assemblée nationale des lois rémunérant des insurgés, des déserteurs, des fugitifs, dilapidant les fonds publics, indemnisant les députés de l'Assemblée de décembre 1915 et de prétendues victimes, sans tenir compte de la faillite à laquelle vous soumettiez le pays, et alors que vous saviez pertinemment que l'armée manquait d'argent, qu'elle souffrait de privations pour la solde, la nourriture et les vêtements des soldats, comme cela ressort des rapports officiels, de sorte que la ruine économique du pays et son isolement diplomatique, qui empêchait d'exploiter le moindre succès, […] ont provoqué inéluctablement l'effondrement du front et par suite le désastre pour le pays ».
- « Le traité de Sèvres a été ratifié à l'unanimité par l'Assemblée, mettant un terme ultime à nos revendications nationales ; cependant, carte blanche a été laissée pour la solution de ces questions, aux puissances étrangères, par MM. Gounaris et Baltatzis, alors qu'auparavant vous n'aviez pas même accepté en principe les propositions des grandes puissances de juin 1921 en vertu desquelles la Thrace tout entière eût été sauvée, et l'autonomie de l'Asie Mineure, accélérée, avec le maintien à Smyrne d'une armée grecque. »
- « Sous le gouvernement de coalition avec Nicolas Stratos, vous avez nommé le général Hatzanestis général en chef de l'Armée, lui qui était connu de tous et de vous-mêmes comme un élément déséquilibré et délétère ».
- « Vous avez détaché d'Asie Mineure des forces envoyées en Thrace pour un objectif puéril[N 8], contribuant ainsi à la diminution de la combativité de l'armée d'Asie Mineure, et donnant à l'ennemi l'occasion de faire sa dernière offensive, à l'issue de laquelle est intervenu l'épilogue de la catastrophe nationale, que vous avez préparée pour les raisons mentionnées plus haut ».
- « Par l'accord que vous avez signé avec le ministre anglais du Trésor, vous avez renoncé, au détriment de notre pays, aux crédits pour lesquels les Alliés avaient pris des engagements ».
- « Vous avez toléré la formation d'un gouvernement parallèle[6] composé du prince Nicolas, de Georges Stréit, de Víktor Doúsmanis, de K. Konstantinopoulos[Qui ?][N 9], gouvernement qui, par des assassinats, des menaces, des agressions contre des citoyens sans armes a inspiré la terreur pour mieux conserver le pouvoir, alors qu'il n'y avait aucun doute quant au désastre où s'acheminait le pays ».
- « Vous avez empêché que le Premier ministre de l'époque, Dimítrios Rállis, conduise la délégation diplomatique à la conférence de Londres en février 1921, et que Venizélos soit le représentant des territoires non encore libérés ».

Des actes d'accusation particuliers sont réservés à Nicolas Theotokis, Xénophon Stratigos, Nicolas Stratos et Georges Hatzanestis. Le 12 novembre (30 octobre julien) dans une lettre à Elefthérios Venizélos, Pangalos indique qu'il a « renvoyé devant le tribunal militaire un premier groupe de huit inculpés dont le procès commence demain ». Et il ajoute : « Je suis convaincu qu'ils seront condamnés et certainement fusillés. […] J'ai accepté d'assumer la charge de l'enquête sous certaines conditions, non seulement pour être seul maître » de cette enquête, mais aussi de toute la procédure, et du choix même des personnes qui siégeront dans le Tribunal militaire.

## Le procès et le verdict
Il débute le 13 novembre 1922 (31 octobre julien) et dure jusqu'au 27 novembre. Le président du tribunal est assisté de plusieurs militaires et conseillers juridiques. Le procureur général de la Cour de cassation, A.Georgiadis, siège comme commissaire de la révolution. Les droits de la défense ont été respectés : les accusés sont assistés par plusieurs avocats et juristes éminents comme S.Sotiriadis, K.Tsoukalas, A.Papaligouras et A. Romanos.

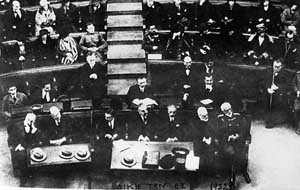
Le tribunal pendant le procès des Six.

Les recours déposés par plusieurs accusés sont examinés les premiers jours et sont rejetés. La demande d'ajournement déposée par Dimitrios Gounaris, qui souffrait du typhus et était atteint d'une très forte fièvre, est également rejetée. Le Tribunal procède ensuite à l'audition des douze témoins de l'accusation, puis des douze témoins de la défense.
Les actes officiels du procès révèlent que les dépositions des témoins de l'accusation furent accablantes. Ainsi, le général en chef de l'armée en Asie Mineure, Anastase Papoulas, affirme que « c'étaient les gouvernements dont les accusés étaient membres qui se chargeaient des opérations en Asie Mineure en 1921, et non pas le Général en chef ». D'autres témoignent du manque de nourriture dont souffraient les soldats. Le lieutenant-colonel Miltiade Koimisis affirme que « les gouvernements du roi Constantin trahissaient la Patrie pour conserver le roi sur le trône, et ils savaient que le maintien de ce roi conduirait à coup sûr à la catastrophe » ; la politique suivie par les accusés constitue donc bien une « trahison » puisque « l'intérêt de la monarchie a été mis au-dessus de celui de la patrie ». Il ajoute : « On a recouru à des militaires incapables de diriger les opérations ». Un ancien ministre, Phokion Negris, évoque les notes diplomatiques des Alliés en date des 20 et 25 novembre 1920 marquant la très nette disgrâce dans laquelle était tombée la Grèce : « Le devoir du gouvernement était de faire connaître cette situation au roi, et s'il ne parvenait pas à le convaincre qu'il devait abdiquer, alors le gouvernement devait démissionner », ajoutant : « Ceux à qui la Nation avait confié les plus hautes charges ont fermé les yeux sur l'intérêt le plus sacré de la Patrie ». Le commandant Theodore Skylakakis affirme que « les liaisons nécessaires à la centralisation des informations à l'État-major n'existaient pas », et il met en cause également la personnalité du général en chef Hatzanestis.
Parmi les témoins de la défense, le colonel Rangavis affirme que Hatzanestis, dont l'État-major était installé à Smyrne (soit à 600 km du front), voulait être transféré en première ligne, mais en a été dissuadé par ses officiers : « En cas de transfert du premier échelon d'État-major (qui aurait nécessité 17 véhicules, sans que soit assurée la sécurité des personnes), le commandement de l'armée aurait cessé de s'exercer pendant toute une journée ». Le commandant Panagakos décrit le défaitisme ambiant et le manque de combativité des soldats et l'impute surtout à la propagande communiste du journal Rizospastis « que l'ennemi lâchait par avion ». Enfin, Constantin Zavitsianos exprime des doutes quant à « l'intention de tromper » retenue contre les accusés : il admet leurs « responsabilités politiques » et l'incompétence de certains, mais non la gravité des crimes qui leur sont reprochés.
Le Tribunal entend ensuite le plaidoyer de chacun des accusés, à l'exception de Dimitrios Gounaris, hospitalisé depuis plusieurs jours. Il avait rédigé un long mémoire de défense dont la lecture est achevée dans l'après-midi du 23 novembre ; il y soutenait que le Tribunal militaire était incompétent pour le juger : en effet, en vertu d'une disposition de la Constitution, « les ministres rendent compte devant la représentation nationale selon la procédure définie par la loi sur la responsabilité des ministres ». De plus, une autre disposition de la Constitution stipulait que « la création de tribunaux d'exception et de comités d'exception est interdite ». Les trois commissaires de la révolution puis les avocats de la défense prennent ensuite la parole. Le Tribunal se retire pour délibérer.
Le verdict est rendu le 28 novembre 1922 (15 novembre julien) à 6 heures 30. Les huit accusés sont déclarés coupables à l'unanimité. Michel Goudas et Xénophon Stratigos sont condamnés à la prison à perpétuité. Les six autres accusés sont condamnés à mort. En outre, Georges Hatzanestis, général en chef, Michel Goudas, vice-amiral, et Xénophon Stratigos, général de brigade, sont condamnés à la dégradation militaire, et aux dépens pour leurs frais de détention. Gounaris, Stratos, Protopapadakis, Baltatzis, Théotokis et Goudas sont condamnés à l'unanimité à verser au Trésor Public une indemnité allant de 200 000 à 1 000 000 de drachmes.
Les six condamnés à mort sont fusillés à Goudi le 28 novembre (15 novembre julien) à 10 h 30.

## Interventions en faveur des accusés
À partir du 20 novembre, la diplomatie britannique déploie d'incessants efforts pour sauver les inculpés. Sir Francis Lindley (en) publie à cette date le communiqué suivant : « En cas de condamnation à mort et d'exécution des inculpés, le gouvernement britannique considèrera cette action comme un meurtre judiciaire, et révisera ses relations diplomatiques avec la Grèce en conséquence ». Le lendemain, 21 novembre 1922, jour de l'ouverture de la Conférence de la paix à Lausanne, Lord Curzon rencontre Venizélos et lui demande avec insistance d'intervenir en personne pour sauver les accusés. Puis il dépêche à Athènes l'amiral Lord Gerald Talbot sur un contre-torpilleur. Le 23 novembre, l'ambassadeur britannique intervient auprès du ministre grec des Affaires étrangères, Nikolaos Politis ; enfin Sir Francis Lindley prévient le ministre grec que Londres rompra ses relations diplomatiques avec la Grèce si les demandes britanniques ne sont pas satisfaites. Le 28 novembre Sir Francis Lindley a une dernière entrevue avec le chef du Comité révolutionnaire, Nikólaos Plastíras ; le temps qu'il obtienne par télégramme l'accord de son gouvernement pour accueillir en Grande-Bretagne les accusés, dont la peine aurait été commuée en bannissement définitif hors de Grèce, il est trop tard : l'exécution a eu lieu. Lord Talbot arrive lui aussi après l'exécution. Plusieurs historiens expliquent ces démarches en apparence humanitaires pour sauver la vie des accusés par des motivations cachées : la lourde insistance de Londres devrait être mise en relation avec l'interdiction faite aux accusés (sur exigence formelle du chargé d'affaires britannique), d'utiliser pour leur défense des documents qui auraient compromis la politique anglaise ; à l'époque de la guerre en Asie Mineure, l'Angleterre servait ses propres intérêts en Anatolie, avec l'appui en particulier du gouvernement de Gounaris.

## La position très nuancée de Venizélos
L'après-midi du 28 novembre, jour de l'exécution des condamnés, Elefthérios Venizélos adresse au Comité révolutionnaire un télégramme, daté de Lausanne (où il participe à la Conférence de la paix), télégramme qui traduit surtout son embarras face à la pression exercée sur lui par lord Curzon. Dans ce texte neutre et froid, le diplomate grec ne prend aucunement position et affirme vouloir « éviter soigneusement d'intervenir dans les affaires intérieures du pays ». Parvenu dix-neuf heures après la décision du Tribunal, et quatorze heures après l'exécution des condamnés, ce télégramme n'avait manifestement pas pour but de modifier le cours des événements. La position de Venizélos se comprend mieux dans la lettre qu'il adresse le 3 février 1929 à Panayotis Tsaldaris, le chef du Parti populaire, et où il brosse le tableau tragique du contexte de 1922, prenant en compte tous les paramètres sociaux, humains, militaires, et nationaux, qui expliquent qu'ait pu être infligé « ce terrible châtiment » de la peine de mort.

## Le procès du prince André

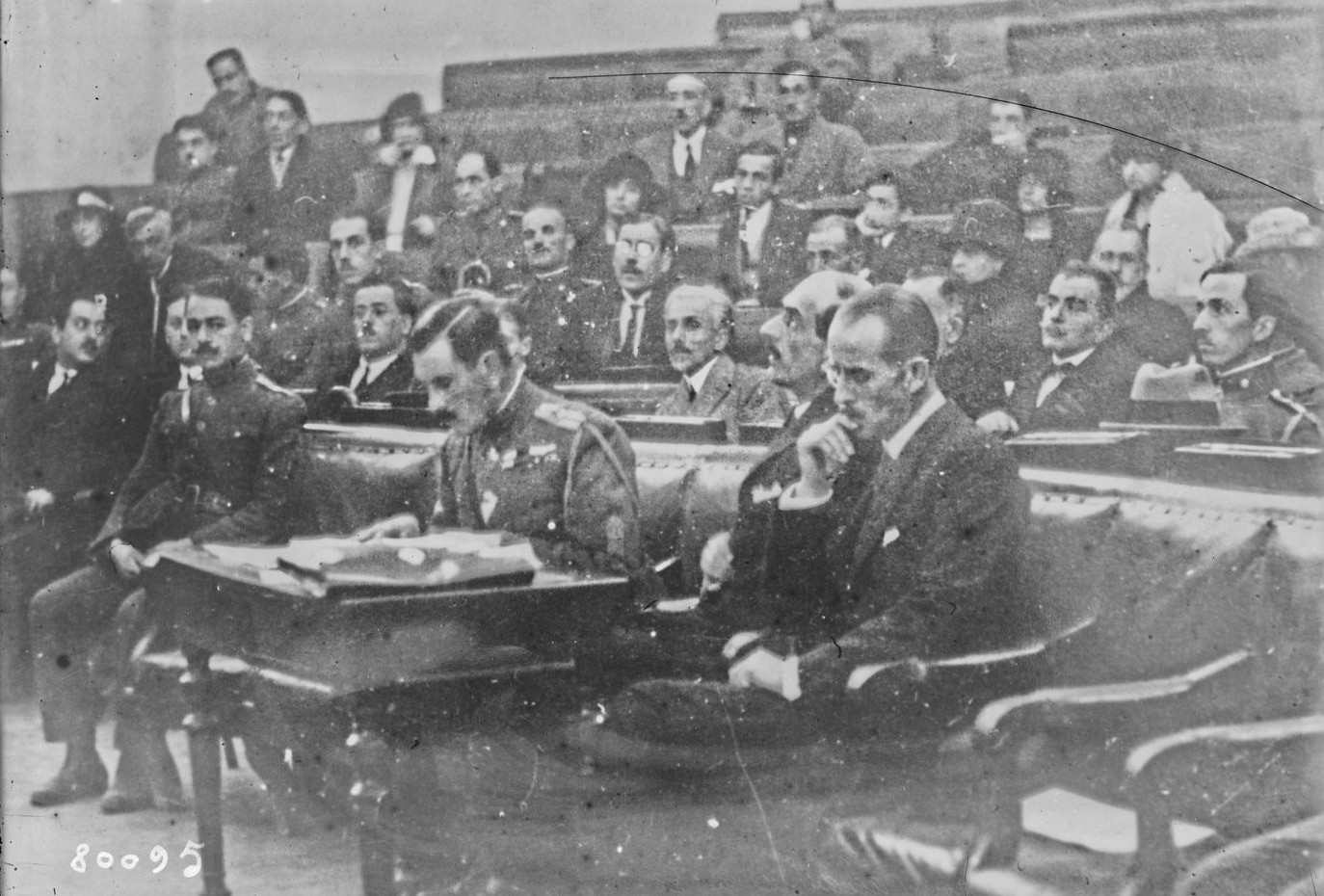
Le procès du prince André.

Le 2 décembre 1922 (19 novembre julien), s'ouvre devant le Tribunal militaire le procès du prince André, frère du roi Constantin Ier de Grèce. En tant que commandant du 2e Corps d'armée en Asie Mineure, il est accusé d'avoir « reçu l'ordre, le 27 août 1921, d'aller au combat, d'avoir refusé d'obéir face à l'ennemi, son refus formel ayant été enregistré dans le rapport militaire sous le numéro 1491.27.8.21, et d'avoir commandé à ses hommes de faire mouvement dans une autre direction ».
Ce refus de combattre avec abandon d'une position de la part d'un officier supérieur a mis en difficulté le 3e corps d'armée au moment où les Turcs lançaient une contre-attaque, dans la terrible bataille de la Sakarya, et a obligé l'armée grecque à reculer. Déclaré coupable, le prince André était passible pour ce crime de la peine de mort. Le Tribunal lui a infligé cependant une peine de bannissement à vie en raison « de sa totale inexpérience du commandement d'unités supérieures et des circonstances dans lesquelles il se trouvait ». Cet adoucissement de la sanction s'explique par le contexte politique de ce procès : intervenant après l'exécution de six hommes politiques et militaires, personne ne voulait d'une exécution supplémentaire ; Plastiras aussi bien que Venizélos souhaitaient l'apaisement. Ils savaient l'intérêt que la Grande-Bretagne accordait au sort du prince André. C'est ainsi que l'amiral Gerald Talbot se chargea d'accompagner le prince sur le chemin de l'exil.

## Le procès en révision
En janvier 2008, le petit-fils de Pétros Protopapadákis a déposé devant la chambre pénale du tribunal d'Athènes un recours en annulation du procès des six, faisant valoir des éléments nouveaux, en l'occurrence des erreurs survenues durant le déroulement du procès. Par trois voix contre deux, les juges se sont déclarés favorables à la réouverture du dossier, mais ont renvoyé la décision finale à la Cour de cassation siégeant en assemblée plénière et à huis clos. Le 20 décembre 2009, la Cour de cassation a fait droit à la demande de révision du procès.
En mai 2010, la Fédération des associations de réfugiés est intervenue dans la controverse provoquée par le procès en révision, prévenant qu'« un éventuel acquittement des condamnés porterait directement atteinte à la mémoire collective de tous les descendants de réfugiés, et constituerait une grave insulte à leur mémoire historique ». Elle a affirmé en outre que « les actions et les lacunes des Six ont provoqué la catastrophe d'Asie mineure, et le déracinement des populations hellènes arrachées à leurs foyers ancestraux après trois mille ans de présence en Asie mineure ».
Le 20 octobre 2010, les cinq juges de la Cour de cassation, par trois voix contre deux, ont déclaré innocents les six condamnés. L'action de la justice est désormais éteinte, en raison de la prescription des crimes. L'élément ayant pesé en faveur de l'innocence des Six a été la lettre adressée en 1929 par Elefthérios Venizélos, le Premier ministre grec de cette époque, au chef de l'opposition, P. Tsaldaris, dirigeant du Parti populaire, lettre dans laquelle il affirmait qu'« aucun responsable d'une formation démocratique ne considère que les dirigeants politiques après 1920 ont trahi la patrie ou ont sciemment conduit le pays à la catastrophe d'Asie Mineure ». Dans cette lettre, E. Venizélos ajoutait qu'à son avis, « ils auraient été heureux si leur politique avait conduit la Grèce à un triomphe national ». Dans une déclaration au Parlement grec, E. Venizélos avait également affirmé qu'on leur avait ôté la vie « d'une façon totalement illégale ». La Cour de cassation s'est appuyée aussi sur les déclarations du général Theódoros Pángalos.
Les deux juges ayant voté contre l'acquittement des Six ont fait valoir que « ces déclarations et ces lettres, datant des 7 à 10 années qui ont suivi le procès, constituaient des jugements politiques et des opinions personnelles destinés à apaiser les passions et à établir dans la population un esprit de réconciliation, tandis qu'aucun élément nouveau n'était venu affaiblir l'acte d'accusation ». Ils ont également fait valoir qu'aucun élément sérieux n'avait été apporté justifiant la révision du procès, près de 90 ans après les faits, et que, faute d'archives, il n'était plus possible d'examiner la fiabilité et l'objectivité des témoignages.